# Fiordlandia protecta
Fiordlandia protecta is een hydroïdpoliep uit de familie Hydractiniidae. De poliep komt uit het geslacht Fiordlandia. Fiordlandia protecta werd in 1996 voor het eerst wetenschappelijk beschreven door Schuchert. 